# Midsayap
Midsayap est une municipalité des Philippines située dans la province de Cotabato.

## Géographie

### Situation
La municipalité de Midsayap, composée de 57 barangays, est située sur l'île de Mindanao, dans la province de Cotabato, 915 km, à vol d'oiseau, au sud-est de la capitale des Philippines Manille. Elle est bordée au nord par le Mont Ragang (en), et sa limite Sud est formée par le fleuve Tamontaka, une des deux branches du Rio Grande de Mindanao.

### Démographie
Lors du recensement national de 2015, Midsayap comptait 151 684 habitants (384 hab./km2).

### Topographie
Midsayap s'étend sur 394,76 km2 (5 % de la province de Cotabato), à l'extrémité méridionale Mont Ragang. Son territoire est essentiellement constitué d'une plaine alluviale dans le bassin versant du Rio Grande de Mindanao,.

## Histoire
En 1912, Midsayap est un quartier étendu sur une partie des deux municipalités de Dulawan et Pikit. Ses premiers habitants sont des musulmans, des descendants du sultan Ali Bayao de la lignée de Muhammad Kudarat (en). À partir de 1927, l'endroit se développe sous l'impulsion de l'afflux de familles philippines venues des Visayas et de Luçon. Le 25 novembre 1936, la municipalité de Midsayap est officiellement fondée.

## Toponymie
Dans une langue autochtone, « Midsayap » est la réunion des deux mots « mid » et « sayap », signifiant respectivement « milieu » et « chapeau ». Le toponyme « Midsayap » fait allusion à une colline du centre de la localité qui aurait la forme d'un chapeau. Une autre interprétation affirme que le nom de la municipalité dérive d'un terme arabe traduit par l'expression « personne portant un chapeau ».